# Le Petit Dinosaure (série télévisée d'animation)
 (août 2021).
Si vous disposez d'ouvrages ou d'articles de référence ou si vous connaissez des sites web de qualité traitant du thème abordé ici, merci de compléter l'article en donnant les références utiles à sa vérifiabilité et en les liant à la section « Notes et références ».
Pour les articles homonymes, voir Le Petit Dinosaure.
Le Petit Dinosaure ou Petit-Pied le dinosaure au Québec (The Land Before Time) est une série télévisée d'animation américaine en 26 épisodes de 22 minutes développée pour la télévision par Ford Riley d'après la série de films d'animation Le Petit Dinosaure. Elle reprend à son compte l'univers et les différents personnages de la série, l'action se déroulant entre les événements de Le Petit Dinosaure : Vive les amis et du dernier film de la série Le Petit Dinosaure : L'Expédition héroïque.

## Synopsis
Petit Pied et ses amis sont confrontés à Grande Mâchoire, un tyrannosaure, et ses deux raptors.
De plus il y a aussi Chomper le jeune dent tranchant au côté des protagonistes.

## Liste des épisodes
1. La Caverne des Mille Voix (The Cave of Many Voices)
2. La Nouvelle Dent (The Mysterious Tooth Crisis)
3. Le Jour de l'étoile (The Star Day Celebration)
4. La Vallée Profonde des Pierres Brillantes (The Canyon of Shiny Stones)
5. Le Jeu des troncs d'arbres (The Great Log Running Game)
6. Ali est de Retour (The Brave Longneck Scheme)
7. La Prairie des Jets d'eau (The Meadow of Jumping Waters)
8. La Saison des Pluies (The Days of Rising Waters)
9. Aventure au Lointain Pays des Mystères (Escape from the Mysterious Beyond)
10. Le Passage du Jardin Secret (The Hidden Canyon)
11. Le Conteur Ambulant (The Legend of the Story Speakers)
12. La Fête du Cercle de Lumière (The Bright Circle Celebration)
13. La Fête du Grand Partage (The Lonely Journey)
14. La Grande Mare est à sec (The Missing Fast-Water Adventure)
15. L'Ombre qui Court (The Spooky Nighttime Adventure)
16. Doc, le Solitaire (The Lone Dinosaur Returns)
17. Où est passé Pointu ? (Stranger from the Mysterious Above)
18. Un Ermite Nommé Wooper (The Forbidden Friendship)
19. Céra, Grande Héroïne (The Amazing Threehorn Gir)
20. La Grande Épreuve des Longs Cous (The Big Longneck Test)
21. Des œufs dans la Grande Vallée (The Hermit of Black Rock)
22. L'invasion des Carapinces (Return to Hanging Rock)
23. Une Amitié Sans Limite (March of the Sand Creepers)
24. Le Rocher Suspendu (Search for the Sky Color Stones)
25. La Pierre aux Sept Couleurs (Through the Eyes of a Spiketail)
26. Les Friandises d'eau gelée (The Great Egg Adventure)

## Voix françaises

### Personnages principaux
- Stéphanie Lafforgue : Petit-Pied
- Kelly Marot : Céra
- Caroline Combes : Becky
- Roger Carel : Petrie
- Guillaume Lebon : Pointu, uniquement dans l'épisode 26
- Dorothée Pousséo : Chomper
- Fily Keita : Ruby

### Personnages récurrents
- Jacques Ciron : le grand-père de Petit-Pied
- Danièle Hazan : la grand-mère de Petit-Pied, la mère de Petrie et la mère de Becky
- Michel Vigné : le père de Céra
- Laure Sabardin : Tina, la belle-mère de Céra
- Benoît Allemane : M. Gros Nez

### Invités
- Florence Dumortier : la mère de Ruby (épisode 3 flashback) (épisode 24)
- Yves-Marie Maurin : le père de Ruby (épisode 3 flashback) (épisode 24)
- Charlyne Pestel : Ali (épisode 6)
- Marie-Charlotte Leclaire : Rony (épisode 6)
- Danièle Hazan : la vénérable Long-Cou (épisode 6)
- Frédéric Cerdal : Saro (épisode 11)
- Jérémy Prévost : Mo (épisode 14), Milo (épisode 17)
- Thierry Desroses : Doc (épisode 16)
- ? : Dara (épisode 16)
- Laurent Morteau : Guido (épisode 18)
- Roger Carel : Wooper (épisode 18)
- Daniel Beretta : Bron, le père de Petit-Pied (épisode 20)
- Dolly Vanden : Petit-Cou (épisode 20)
- Patrick Préjean : Phil (épisode 21)
- Gérard Surugue : l'ami de Phil (épisode 21)
- Christian Pélissier : Crustator (épisode 22)
- Isabelle Volpé : Tippy (épisode 23)
- Marie Lenoir : la mère de Tippy (épisode 23)
- Pascal Casanova : le chef des queue-à-pointe (épisode 23)
- Sébastien Desjours : Skip (épisode 24)

- Version française
  - Studio de doublage : Libra Films
  - Direction artistique : Patricia Legrand
  - Adaptation : Sophie Deschaumes, Anthony Dal Molin, Nathalie Xerri, Thierry Renucci et Éric de Vitis